# Ludwig Preller (Philologe)
Ludwig Preller (* 15. September 1809 in Hamburg; † 21. Juni 1861 in Weimar) war ein deutscher Altphilologe und Altertumswissenschaftler.

## Leben
Nach dem Schulbesuch im Johanneum in Hamburg und dem Katharineum zu Lübeck studierte Preller ab 1828 in Leipzig, Berlin und Göttingen Philologie und anfänglich auch Theologie, unter anderem bei Gottfried Hermann, August Boeckh und Karl Otfried Müller. 1832 wurde er bei Müller in Göttingen mit einer Arbeit über Aischylos promoviert. Nach einer Zeit als Privatlehrer in Hamburg war er ab 1833 Privatdozent an der Universität Kiel.
1838 erhielt Preller einen Lehrstuhl für Philologie an der Kaiserlichen Universität Dorpat, von dem er 1843 aufgrund eines Konfliktes zwischen deutschen Professoren und der russischen Regierung wieder zurücktrat. Er verbrachte einige Zeit in Italien, bevor er 1844 nach Jena zog, wo er Vorlesungen hielt und 1846 den Professorentitel erhielt. 1847 wurde er Leiter (Oberbibliothekar) der Herzoglichen Bibliothek in Weimar, der jetzigen Herzogin-Anna-Amalia-Bibliothek. 1852 unternahm er eine ausgedehnte Reise nach Griechenland.
Preller war Mitglied zahlreicher wissenschaftlicher Akademien und Gesellschaften. Er schrieb mehrere Bücher über die Geschichte des Altertums und trug darüber hinaus zu Grubers Allgemeiner Encyclopädie der Wissenschaften und Künste und Paulys Real-Encyclopädie der classischen Alterthumswissenschaft bei. Seine Griechische Mythologie erschien in drei Auflagen, ihre echte Bedeutung erlangte sie allerdings erst in der Bearbeitung von Carl Robert ab 1884.
In Weimar war er Mitglied der Freimaurerloge Anna Amalia zu den drei Rosen.

## Schriften (Auswahl)
- De Æschyli Persis. Inauguraldissertation Göttingen, 1832. (Digitalisat)
- Demeter und Persephone. Ein Cyclus mythologischer Untersuchungen. Perthes-Besser & Mauke, Hamburg 1837. (Digitalisat)
- mit Heinrich Ritter: Historia philosophiae Graecae et Romanae ex fontium locis contexta. Perthes, Gotha 1838. (Digitalisat); (Digitalisat der edtio secunda)
- Polemonis Periegetae fragmenta. Engelmann, Leipzig 1838. (Digitalisat)
- Die Regionen der Stadt Rom. Hochhausen, Jena 1846. (Digitalisat)
- Carl Otto von Madai zur Erinnerung an ihn für seine Freunde. Breitkopf und Härtel, Leipzig 1850. (Digitalisat)
- Griechische Mythologie. 2 Bände, Weidmann, Berlin 1854. (Digitalisat), (Digitalisate 2. Aufl.)
- Römische Mythologie. Weidmann Berlin 1858. (Digitalisat)
- Ausgewähle Aufsätze aus dem Gebiete der classischen Alterthumswissenschaft. Weidmann, Berlin 1864. (Digitalisat)